# Barbra Streisandová
Barbra Streisandová, vlastním jménem Barbara Joan Streisand (* 24. dubna 1942 Brooklyn, New York), je americká zpěvačka, divadelní a filmová herečka, hudební skladatelka, politická aktivistka, filmová producentka, režisérka a filantropka. Je držitelkou dvou cen Americké akademie filmových umění a věd Oscar za nejlepší ženský herecký výkon a nejlepší původní píseň, pěti cen Emmy, 11 cen Grammy, jedné ceny Tony a devíti Zlatých glóbů. Bývá považována za jednu z komerčně nejúspěšnějších umělkyň v moderní historii a za jednu z nejprodávanějších zpěvaček sólových alb ve Spojených státech. Celkový prodaný náklad ověřený RIAA činí více než 70 milionů nosičů. Na výsluní popularity se pohybuje padesát let. Její debutní snímek Funny Girl se stal světovou muzikálovou klasikou.

## Život a dílo
Narodila se do židovské rodiny ve čtvrti Williamsburg v Brooklynu. Její otec, Emanuel Streisand, byl učitelem angličtiny a dějepisu na základní škole a zemřel, když bylo Barbře 15 měsíců. Její matka, Diana Ida Rosen, byla sekretářkou té školy a Barbra měla staršího bratra Sheldona. Matka se podruhé provdala, a to za Louise Kinda, když bylo Barbře Streisandové sedm let. Z tohoto manželství pochází Streisandina polorodá sestra Roslyn Kind, která se také stala herečkou, zpěvačkou a skladatelkou. Prarodiče Stresandovi z otcovy strany pocházeli z Haliče. Barbřiným přítelem z dětství byl pozdější mistr světa v šachu Bobby Fischer, který navštěvoval stejnou střední školu Erasmus Hall School ve Flatbushi.
Po maturitě na Erasmus School pracovala jako telefonistka, uvaděčka v kině a navštěvovala několik hereckých kurzů najednou. Vítězstvím v pěveckém konkurzu v Greenwich Village si zajistila angažmá v nočních klubech Bon Soir a The Blue Angel. V roce 1962 získala na Broadwayi menší roli ošklivé sekretářky Yetty Tessye Marmelsteinové v satirickém muzikálu I Can Get It for You Wholesale (Mohu ti to opatřit ve velkém), který napsali Harold Romeo a Jarom Weidman.
Své mimořádné pěvecké dispozice ve spojení s hereckými schopnostmi naplno uplatnila v titulní úloze revuální hvězdy Fanny Brice, o jejíchž osudech a lásce k hazardnímu hráči (S. Chaplin), vypráví životopisný muzikál Funny Girl (Jule Styne) 1964 v něm na Broadwayi (1966 také v Londýně) sklidila triumfální úspěch. V roce 1968 byla Funny Girl také zfilmovaná. Barbra opět získala hlavní roli Fanny, jejího partnera ztvárnil Omar Sharif. Za hlavní roli ve filmu získala Oscara (1968) a Donatellova Davida (1969).
Během let absolvovala řadu koncertů (zpívala mj. v květnu 1963 před prezidentem J. F. Kennedym v Bílém domě a v roce 1993 na inauguračním koncertu prezidenta Billa Clintona) a nahrála několik desítek gramofonových alb, z nichž mnohé byly natolik komerčně úspěšné, že za ně obdržela zlaté a platinové desky a osmkrát cenu Grammy (poprvé roku 1963 za své první LP The Barbra Streisand Album).
Souběžně s pěveckou kariérou, v níž dosáhla jako všestranná interpretka světové popularity, se věnovala také hereckým aktivitám před filmovou kamerou, kde ztělesňovala nejčastěji výstřední, temperamentní, ztřeštěné, ale šarmantní a dobrosrdečné hrdinky: známá zprostředkovatelka styků a sňatků, vdova Dolly Leviová, o jejíž ruku nakonec požádá její klient – bohatý obchodník (Walter Matthau), ve filmové adaptaci muzikálu Michaela Stewarta a Jerryho Hermana Hello, Dolly! (Gene Kelly). Další rolí byla Daisy Gambleová, která se svěří do rukou hypnotizéra francouzského původu (Yves Montand), aby se odnaučila kouřit, v muzikálové komedii Za jasného dne uvidíš navždy (Gene Kelly). Modelka Doris, jejíž hlučné chování přivádí k šílenství jejího souseda – spisovatele (George Segal), v komedii Básník a kočička (režie H. Ross). Excentrická slečna poněkud volnějších mravů Judy Maxwellová, kterou svede záměna zavazadel dohromady s roztržitým hudebním vědcem (Ryan O'Neal), v crazy komedii Co dál, doktore? (Peter Bogdanovich). Začínající zpěvačka Esther Hoffmanová, z níž učiní hvězdu její objevitel – rockový zpěvák (Kris Kristofferson), v hudebním dramatu Zrodila se hvězda (Frank Pierson).
Vážnější polohu si poprvé vyzkoušela v postavě nadšené komunistky Katie Moroskiové, za jejíž ztvárnění v melodramatu Takoví jsme byli (Sydney Pollack) byla oceněna Donatellovým Davidem (1974) a byla nominována na Oscara (1973).
Dramaticky nejpůsobivější kreaci předvedla v soudním dramatu podle hry Toma Topora Bláznivá (režie M. Ritt), kde ztělesnila prostitutku Claudii Draperovou, která v sebeobraně zabila svého dotěrného zákazníka a domáhá se řádného soudního procesu.
V roce 1969 spoluzaložila produkční filmovou společnost First Artists Productions a posléze se sama stala producentkou v rámci své vlastní společnosti Barwood Films. V roce 1983 debutovala jako režisérka nostalgickým muzikálem na motivy povídek Isaaca Bashevise Singera Yentl, na němž se podílela i scenáristicky a vytvořila v něm titulní part židovské dívky Yentl, která v touze po vzdělání a naplnění milostných citů poruší dokonce starobylé zákony a náboženské mravy tím, že se vydává za chlapce.
Její druhý režijní pokus, stejnojmenná filmová adaptace románu Pata Conroye Pán přílivu, kde si zahrála židovskou psychiatričku Susan Lowensteinovou, byl v sedmi kategoriích pouze nominován na Oscara (1991).
Také se bezúspěšně ucházela o Zlatý glóbus 1996 za hlavní roli zakomplexované univerzitní profesorky Rose Morganové, jejíž manželství na inzerát s kolegou z téže školy (Jeff Bridges) dosáhne plnohodnotného naplnění teprve po překonání vypěstovaných předsudků obou partnerů, ve své romantické milostné komedii Dvě tváře lásky. Barbra Streisandová je laureátkou mnoha prestižních uměleckých cen: 1965 získala cenu Emmy za svou TV show My Name Is Barbra (Jmenuji se Barbra) a laureátkou ceny Emmy se opět stala 1995 za pořad Barbra - The Concert; spolu se skladatelem Paulem Williamsem dostala Oscara (1976) za píseň „Evergreen“ z filmu Zrodila se hvězda. V roce 1970 jí byla udělena speciální cena Tony jako divadelní herečce desetiletí.
V létě 1982 pobývala v Praze, v Žatci a v Českém Krumlově při příležitosti natáčení filmu Yentl.
V letech 1963–1971 byl jejím manželem herec Elliott Gould (vystupovala s ním pouze na divadle); jejich syn Jason Emanuel Gould (* 1966) pokračuje v rodinné herecké tradici, hrál mj. po boku své matky v jejím filmu Pán přílivu. Od roku 1998 je manželkou herce Jamese Brolina. Dále natáčí desky a filmy.
Barbra Streisandová je majitelkou:
- 51 zlatých alb
- 30 platinových alb
- 13 Multi-platinových alb
- 9 zlatých singlů – Gold Singles
- 5 platinových singlů – Platinum Singles
- 8 Gold Videos – zlaté video
- 5 Platinum Videos – pět platinových cen za videa
- 3 Multi-platinum Videos tři multi-platinové ceny za videa a totální cena RIAA

## Filmografie
- 1968 Funny Girl
- 1969 Hello, Dolly!
- 1970 Za jasného dne uvidíš navždy
- 1970 Básník a kočička
- 1972 Co dál, doktore?
- 1972 Příběhy z pískoviště
- 1973 Takoví jsme byli
- 1974 For Pete's Sake
- 1975 Funny Lady
- 1976 Zrodila se hvězda
- 1979 Žena v ringu
- 1981 Celou dlouhou noc
- 1983 Yentl
- 1987 Bláznivá
- 1991 Pán přílivu
- 1996 Dvě tváře lásky
- 2004 Jeho fotr, to je lotr!
- 2010 Fotři jsou lotři

## Diskografie
- 1963: The Barbra Streisand Album

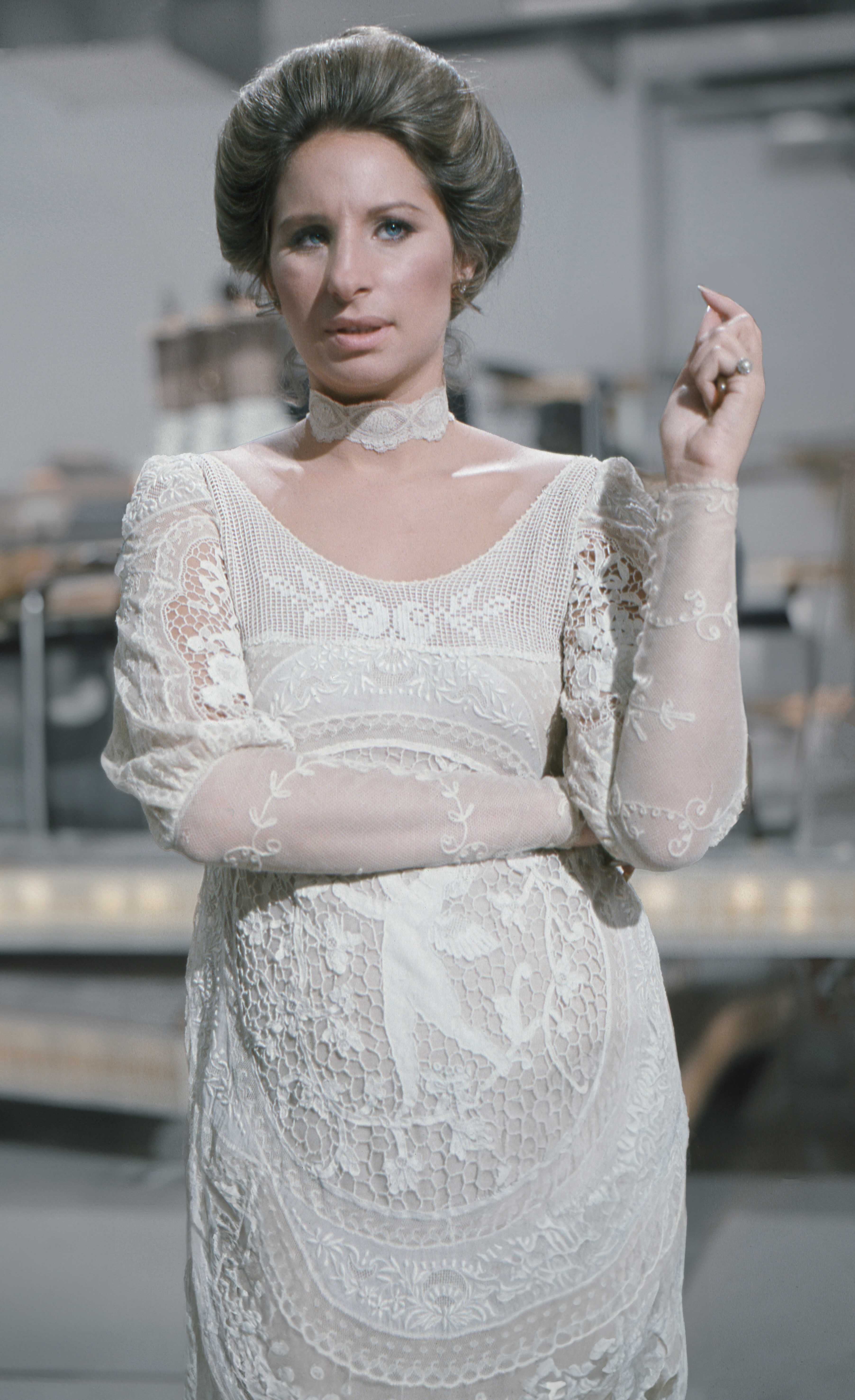
Barbra Streisandová, 1973

- 1963: The Second Barbra Streisand Album
- 1964: The Third Album
- 1964: People 1. cena Grammy
- 1965: My Name Is Barbra
- 1965: My Name Is Barbra, Two...
- 1966: Color Me Barbra
- 1966: Je m'appelle Barbra
- 1967: Simply Streisand
- 1967: A Christmas Album
- 1969: What About Today?
- 1971: Stoney End
- 1971: Barbra Joan Streisand
- 1973: Barbra Streisand...And Other Musical Instruments
- 1974: The Way We Were
- 1974: ButterFly
- 1975: Lazy Afternoon
- 1976: Classical Barbra
- 1976: A Star Is Born
- 1977: Streisand Superman
- 1978: Songbird
- 1979: Wet
- 1980: Guilty
- 1981: Memories
- 1984: Emotion
- 1985: The Broadway Album
- 1988: Till I Loved You
- 1993: Back to Broadway
- 1997: Higher Ground
- 1999: A Love Like Ours
- 2001: Christmas Memories
- 2002: Duets
- 2002: The Essential
- 2003: The Movie Album
- 2005: Guilty Pleasures
- 2009: Love Is the Answer
- 2011: What Matters Most
- 2012: Release Me
- 2013: Back to Brooklyn
- 2014: Partners
- 2016: Encore: Movie Partners Sing Broadway
- 2017: The Music...The Mem'ries...The Magic
- 2018: Walls